# Yūki Nagasato
Yuki Nagasato (永里 優季, Nagasato Yūki), pendant un temps Yūki Ōgimi (大儀見 優季, Ōgimi Yūki), née le 15 juillet 1987 à Atsugi, est une footballeuse internationale japonaise évoluant au poste d'attaquante au Dash de Houston. Elle est la première footballeuse à jouer dans l'équipe première  d'un club masculin japonais.
Nagasato représente le Japon au niveau international entre 2004 et 2016, marquant 58 buts en 132 sélections. Elle remporte la Coupe du monde 2011 et est finaliste en 2015.

## Biographie

### Carrière en club
En 2001, elle intègre l'équipe première du Nippon TV Beleza. Aux cours de la saison 2002, elle fait ses débuts en L.League. Elle devient l'une des meilleures buteuses de la division lors de la saison 2006. Elle remporte le championnat du Japon six fois (2001, 2002, 2005, 2006, 2007 et 2008).
En 2010, elle se rend en Allemagne, au Turbine Potsdam, où elle est meilleure buteuse du championnat en 2013. Elle remporte avec cette équipe la Ligue des champions en 2010. En 2013, elle rejoint le club anglais de la FA WSL, Chelsea.
Elle signe au VfL Wolfsburg début 2015 pour jouer dans une ligue plus forte avant la Coupe du monde 2015. En août 2015, elle rejoint Francfort, champion d'Europe en titre.
Le 24 mai 2017, sa signature est annoncée aux Red Stars de Chicago en National Women's Soccer League (NWSL). Elle est apparue dans seulement six matchs en 2017 en raison d'une blessure. En 2018, elle a été nommée Joueuse de la semaine 10.
En octobre 2018, elle est prêtée au Brisbane Roar pour la saison 2018-2019 de W-League. En 2019, de retour à Chicago, elle termine meilleure passeuse décisive du championnat américain. En septembre 2020, alors qu'elle appartient toujours aux Chicago Red Stars, elle entre dans l'histoire en rejoignant en prêt le club japonais amateur masculin Hayabusa Eleven. Elle justifie son choix par sa volonté de porter les valeurs féministes qu'elle défend, inspirée par l'Américaine Megan Rapinoe qui prend régulièrement position en faveur des femmes.
Le 26 octobre 2020, elle est échangée au Racing Louisville FC, nouvelle franchise de la NWSL. Après une saison, elle retourne aux Chicago Red Stars.

### Carrière internationale
En avril 2004, Yūki Nagasato est sélectionnée en équipe nationale du Japon pour les éliminatoires des Jeux olympiques d'été de 2004. Lors de cette compétition, le 22 avril, elle fait ses débuts contre la Thaïlande. Elle fait également partie de l'équipe japonaise aux Jeux olympiques d'été de 2008 et à la Coupe du monde 2007,. Elle remporte avec sa sélection la Coupe du monde 2011. Elle entre en jeu lors de la finale contre les États-Unis qui va jusqu'aux tirs au but. Son tir est arrêté par Hope Solo, mais le Japon sort victorieux. Elle est ensuite vice-championne du monde en 2015 et médaillée d'argent aux Jeux olympiques d'été de 2012.
En 2016, elle prend le maillot numéro 10 du Japon, après que Homare Sawa ait pris sa retraite, au Tournoi pré-olympique féminin de l'AFC 2016. Après le tournoi, la nouvelle sélectionneuse japonaise Asako Takakura donne le numéro 10 à Mizuho Sakaguchi et Nagasato porte le numéro 9.

## Palmarès

### En sélection nationale
Japon
- Championne du monde en 2011 et vice-championne du monde en 2015
- Médaille d'argent aux Jeux olympiques d'été de 2012
- Championne d'Asie en 2014
- Championne d'Asie de l'Est en 2010

### En club
- Championne du Japon en 2002, 2005 et 2008 avec le NTV Beleza.
- Vainqueur de la coupe du Japon en 2005, 2006, 2008 et 2010 avec le NTV Beleza
- Vainqueur de la coupe de la Ligue japonaise en 2007 avec le NTV Beleza
- Vainqueur de la Ligue des champions féminine de l'UEFA en 2010, finaliste en 2011 avec le 1. FFC Turbine Potsdam
- Championne d'Allemagne en 2010, 2011 et 2012, vice-championne en 2013 avec le Turbine Potsdam et vice-championne en 2015 avec le VfL Wolfsburg
- Vainqueur de la Coupe d'Allemagne en 2015 avec Wolfsburg, finaliste en 2013 avec le Turbine Potsdam
- Vice-championne d'Angleterre en 2014 avec Chelsea
- Finaliste de la NWSL en 2019 et 2020 (Challenge Cup) avec les Red Stars de Chicago

### Distinctions individuelles
- Meilleure buteuse du championnat du Japon en 2006
- Meilleure buteuse du championnat d'Allemagne en 2013
  - Présence dans meilleur onze du championnat du Japon en 2005 et 2006

## Statistiques

### En club
| Saison                | Club                  | Championnat           | Championnat | Championnat | Coupe(s) nationale(s) | Coupe(s) nationale(s) | Compétition(s) continentale(s) | Compétition(s) continentale(s) | Compétition(s) continentale(s) | Total | Total |
| Saison                | Club                  | Division              | M.          | B.          | M.                    | B.                    | Comp.                          | M.                             | B.                             | M.    | B.    |
| 2001                  | NTV Beleza            | Nadeshiko League      | 0           | 0           |                       |                       | -                              | -                              | -                              | 0     | 0     |
| 2002                  | NTV Beleza            | Nadeshiko League      | 2           | 0           |                       |                       | -                              | -                              | -                              | 2     | 0     |
| 2003                  | NTV Beleza            | Nadeshiko League      | 0           | 0           | 2                     | 0                     | -                              | -                              | -                              | 2     | 0     |
| 2004                  | NTV Beleza            | Nadeshiko League      | 13          | 3           |                       |                       | -                              | -                              | -                              | 13    | 3     |
| 2005                  | NTV Beleza            | Nadeshiko League      | 21          | 18          | 5                     | 6                     | -                              | -                              | -                              | 26    | 24    |
| 2006                  | NTV Beleza            | Nadeshiko League      | 16          | 18          | 3                     | 2                     | -                              | -                              | -                              | 19    | 20    |
| 2007                  | NTV Beleza            | Nadeshiko League      | 18          | 14          | 4+2                   | 1+3                   | -                              | -                              | -                              | 24    | 18    |
| 2008                  | NTV Beleza            | Nadeshiko League      | 20          | 9           | 3                     | 2                     | -                              | -                              | -                              | 23    | 11    |
| 2009                  | NTV Beleza            | Nadeshiko League      | 20          | 7           | 4                     | 5                     | -                              | -                              | -                              | 24    | 12    |
| Sous-total            | Sous-total            | Sous-total            | 110         | 69          | 23                    | 19                    | -                              | -                              | -                              | 133   | 88    |
| 2009-2010             | Turbine Potsdam       | Frauen-Bundesliga     | 10          | 6           | 1                     | 0                     | C1                             | 5                              | 2                              | 16    | 8     |
| 2010-2011             | Turbine Potsdam       | Frauen-Bundesliga     | 21          | 10          | 5+1                   | 6+3                   | C1                             | 8                              | 9                              | 35    | 28    |
| 2011-2012             | Turbine Potsdam       | Frauen-Bundesliga     | 19          | 12          | 2                     | 2                     | C1                             | 6                              | 7                              | 27    | 21    |
| 2012-2013             | Turbine Potsdam       | Frauen-Bundesliga     | 21          | 18          | 5                     | 2                     | C1                             | 4                              | 2                              | 30    | 22    |
| Sous-total            | Sous-total            | Sous-total            | 71          | 46          | 14                    | 13                    | -                              | 23                             | 20                             | 108   | 79    |
| 2013                  | Chelsea               | FA WSL                | 5           | 0           |                       |                       | -                              | -                              | -                              | 5     | 0     |
| 2014                  | Chelsea               | FA WSL                | 13          | 5           | 4                     | 1                     | -                              | -                              | -                              | 17    | 6     |
| Sous-total            | Sous-total            | Sous-total            | 18          | 5           | 4                     | 1                     | -                              | -                              | -                              | 22    | 6     |
| 2014-2015             | VfL Wolfsburg         | Frauen-Bundesliga     | 9           | 4           | 2                     | 1                     | C1                             | 4                              | 0                              | 15    | 5     |
| Sous-total            | Sous-total            | Sous-total            | 9           | 4           | 2                     | 1                     | -                              | 4                              | 0                              | 15    | 5     |
| 2015-2016             | FFC Francfort         | Frauen-Bundesliga     | 16          | 5           | 2                     | 3                     | C1                             | 5                              | 1                              | 23    | 9     |
| 2016-2017             | FFC Francfort         | Frauen-Bundesliga     | 19          | 3           | 3                     | 1                     | -                              | -                              | -                              | 22    | 4     |
| Sous-total            | Sous-total            | Sous-total            | 35          | 8           | 5                     | 4                     | -                              | 5                              | 1                              | 45    | 13    |
| 2017                  | Chicago Red Stars     | NWSL                  | 7           | 1           | -                     | -                     | -                              | -                              | -                              | 7     | 1     |
| 2018                  | Chicago Red Stars     | NWSL                  | 23          | 4           | -                     | -                     | -                              | -                              | -                              | 23    | 4     |
| 2019                  | Chicago Red Stars     | NWSL                  | 26          | 8           | -                     | -                     | -                              | -                              | -                              | 26    | 8     |
| 2020                  | Chicago Red Stars     | NWSL                  | -           | -           | 2                     | 0                     | -                              | -                              | -                              | 2     | 0     |
| Sous-total            | Sous-total            | Sous-total            | 56          | 13          | 2                     | 0                     | -                              | -                              | -                              | 58    | 13    |
| 2018-2019             | Brisbane Roar (prêt)  | W-League              | 11          | 4           | -                     | -                     | -                              | -                              | -                              | 11    | 4     |
| Sous-total            | Sous-total            | Sous-total            | 11          | 4           | -                     | -                     | -                              | -                              | -                              | 11    | 4     |
| 2020                  | Hayabusa onze         | Nadeshiko div.2       | 4           | 0           | -                     | -                     | -                              | -                              | -                              | 4     | 0     |
| Sous-total            | Sous-total            | Sous-total            | 4           | 0           | -                     | -                     | -                              | -                              | -                              | 4     | 0     |
| 2021                  | Racing Louisville     | NWSL                  | 21          | 2           | 4                     | 0                     | -                              | -                              | -                              | 25    | 2     |
| Sous-total            | Sous-total            | Sous-total            | 21          | 2           | 4                     | 0                     | -                              | -                              | -                              | 25    | 2     |
| 2022                  | Chicago Red Stars     | NWSL                  | 21          | 3           | 6                     | 0                     | -                              | -                              | -                              | 27    | 3     |
| Sous-total            | Sous-total            | Sous-total            | 21          | 3           | 6                     | 0                     | -                              | -                              | -                              | 27    | 3     |
| Total sur la carrière | Total sur la carrière | Total sur la carrière | 356         | 154         | 60                    | 38                    | -                              | 32                             | 21                             | 448   | 213   |

### En sélection
| Équipe nationale | Année | Caps | Buts |
| ---------------- | ----- | ---- | ---- |
| Japon            | 2004  | 1    | 0    |
| Japon            | 2005  | 9    | 6    |
| Japon            | 2006  | 13   | 9    |
| Japon            | 2007  | 12   | 4    |
| Japon            | 2008  | 17   | 9    |
| Japon            | 2009  | 3    | 0    |
| Japon            | 2010  | 3    | 1    |
| Japon            | 2011  | 17   | 3    |
| Japon            | 2012  | 16   | 9    |
| Japon            | 2013  | 12   | 6    |
| Japon            | 2014  | 9    | 5    |
| Japon            | 2015  | 13   | 3    |
| Japon            | 2016  | 7    | 3    |
|                  | Total | 132  | 58   |

## Vie privée
Le frère de Yūki Nagasato, Genki, est un footballeur professionnel, et sa sœur cadette Asano a également joué pour le Turbine Potsdam.
Elle se marie en juillet 2011, et prend le nom d'Ōgimi avant les Jeux olympiques d'été de 2012. Elle divorce en 2016 et reprend son nom de jeune fille.